# Scotopteryx fuscomarginata
Scotopteryx fuscomarginata là một loài bướm đêm trong họ Geometridae.